# Копёр

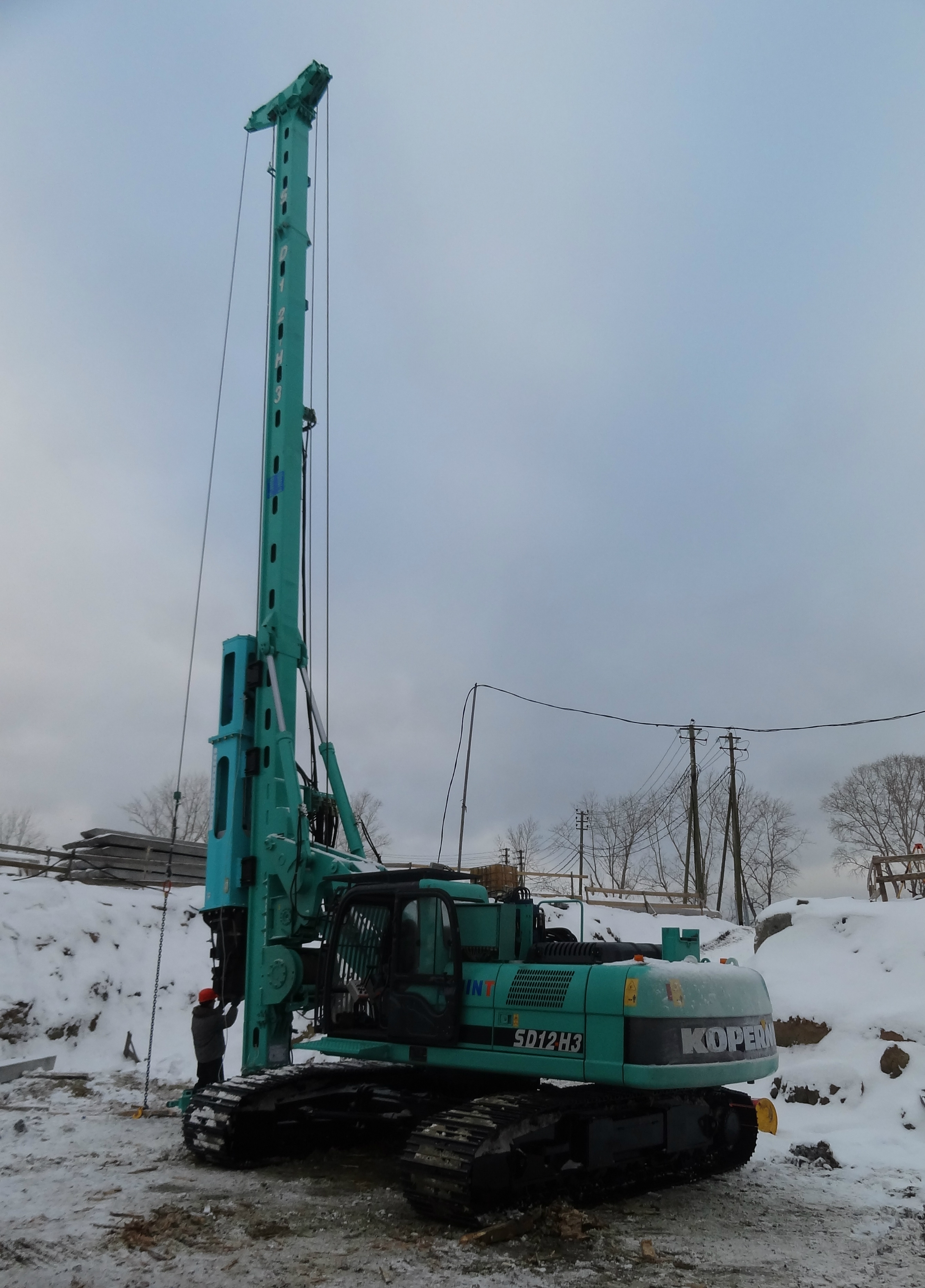
Полноповоротный копёр SD-12.

Копёр или копер — строительная машина, предназначенная для подъёма, установки сваи на точку погружения, корректировки, погружения сваи в грунт (или извлечения) с помощью погружателя (или выдёргивателя).
Ранее на Руси (в России), Копер м. — ко́злы, для бойки свай: чугунная баба подымается через каток, калитку, вручную или воротом, и падает на сваю; в первом случае, канат (лопарь) кончается кошками, пуком веревок; второй вид зовут капер с полундрой, а лежачий (стенобойный) копер — тара́н. Один из первых работоспособных образцов устройства был продемонстрирован английским учёным Джеймсом Несмитом в 1843 году.

## Устройство и принцип работы

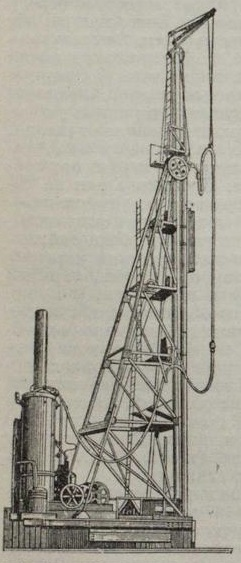
Копёр, в 1930-е годы.

Копёр поднимает сваю, подносит или подтаскивает её к нужному месту и устанавливает в проектное положение. Затем свая погружается в грунт. После этого копёр перемещается к месту установки следующей сваи.
Основные методы погружения свай:
- ударное погружение;
- вибропогружение;
- виброзабой.

Существуют также альтернативные способы погружения.
Если погружение осуществляется дизель-молотом, который не закреплён на установке, копёр используется для установки молота на сваю, после чего может перейти к следующей свае, пока первая забивается. Если свая погружается вибро-методом, вибропогружатель обычно установлен на самом копре; и в процедуре погружения используется копёр.

### Классификация
Ранее на Руси (в России) копер — орудие или машина для забивки свай в землю; подразделялись на:
- ручной копер[1], где баба (падающий груз[7]) поднимается людьми;
- конный копер[1], где баба (падающий груз) поднимается лошадьми;
- воротовой копер[1] (машинный[3]), где баба (падающий груз) поднимается воротом[1].
- паровой[3].

В настоящее время подразделяются на:
- самоходные[8] копровые установки;
- несамоходные копры[8]: башенные;
- ручные копры с двигателем внутреннего сгорания.

По назначению различают:
- копры для погружения свай[9]:
  - ударного действия;
  - вибрационного действия;
- копры ручные для забивания столбов ограждений (используются при установке заборов и других ограждений, для забивания труб в грунт до 4-й категории);
- сваевыдёргиватель (шпунтовыдёргиватель)[4].

В качестве рабочего органа сваепогружателя могут выступать:
- молоты:
  - механический[9];
  - паровоздушный: простого и двойного действия[9];
  - дизельный: штанговый или трубчатый[9];
  - гидравлический[9];
  - вибрационный[9];
  - пневматический:
    - пневматический с приводом от малогабаритного бензинового двигателя;
- вибровозбудитель: высоко- или низкочастотного погружателя[9].

### Описание и конструкция
Копровая установка состоит из следующих основных частей:
- базовая машина;
- сменное копровое оборудование.

Для выполнения операций поворота платформы, наклона мачты и изменения её вылета установка может оснащаться соответствующими механизмами.
В ручных копрах используется забивная накидная чашка из кованного металла, для установки копра на забиваемой трубе.
Базовая машина
Базовая машина используется для передвижения копра к месту забивки сваи. В качестве ходового устройства применяются:
- колёсное шасси;
- гусеничное ходовое устройство;
- рельсовое устройство.

На базовой машине размещены: силовая установка, трансмиссия и аппаратура управления рабочим оборудованием копра.
Копровое оборудование
Копровое оборудование — сменное навесное оборудование для стрел общестроительных машин (экскаваторов, стреловых кранов), в состав которого входят:
- лебёдки;
- рабочий орган.

Мачта
Мачта представляет собой конструкцию, которая обеспечивает перемещение оборудования, установку сваи, центрирование и дальнейшее её наведение на точку погружения. Мачты выполняются либо из металла, либо из дерева. Для крепления используются специальные устройства и подкосы.

## Применение
Копры используются как для создания базового фундамента новых зданий, так и для обновления фундамента уже существующих построек. Копры также широко используются в доках, при строительстве мостов и нефтяных платформ.
Ручные копры используются при установке заборов и ограждений разного типа, установке заземления громоотводов.